# 456 a.C.
Il 456 a.C. (CDLVI a.C. in numeri romani) è un anno  del V secolo a.C.

## Eventi
- Roma: 
  - consoli Marco Valerio Massimo Lettuca e Spurio Verginio Tricosto Celiomontano
  - è approvata la Lex Icilia de Aventino publicando, che permette ai plebei di costruire abitazioni private sull'Aventino

## Morti
- Eschilo, drammaturgo greco antico (n. 525 a.C.)